# Carl af Forsell
Carl Gustaf Forsell, adlad af Forsell, född 18 mars 1783 i på Sköttorps gård i Järpås socken, död 25 oktober 1848 i Stockholm, var en svensk kartograf, statistiker, överste och publicist, adlad 1817.

## Yrkeskarriär
Carl af Forsell var son till Fredric Joseph Forsell och Maria Dorothea de Bruce(en) bror till Jacob Forsell. Fadern var kapten, och Carl inskrevs redan vid 13 års ålder vid Karlbergs krigsakademi. Han utbildade sig till sjöofficer och avlade officersexamen år 1800. Han anställdes tidigt av Gustaf af Klint vid sjökartearkivet och kom att ägna många år åt kartering av såväl kartor för Sveriges sjöatlas som landkartor. Så var han till exempel huvudansvarig under Baltzar von Platen för den karta över Göta Kanals sträckning (1809), som låg till grund för ständernas beslut.
Carl af Forsell återgick till aktiv krigstjänst i samband med utbrottet av kriget mot Danmark som adjutant åt generalen Georg Adlersparre. Denne var aktiv i den statskupp i mars 1809 som ledde till avsättandet av kung Gustav IV Adolf. Adlersparres inflytande ledde till att af Forsell blev adjutant till den nye tronföljaren Karl August i Christiania (Oslo) och var med kronprinsen till hans död. Han blev sedan också adjutant åt den efterföljande tronföljaren Karl Johan. Han deltog i de svenska fälttågen under kronprins Karl Johan både mot Napoleon I i Tyskland och mot Danmark. 1813 utnämndes han till kapten och 1814 till major vid Fältmätningskåren samt till överstelöjtnat vid armén.
Efter krigsslutet 1815 återgick Carl af Forsell till det kartografiska arbetet med att sammanställa den karta över Skandinavien som blev klar 1818 och utgiven 1825. Den hette Karta öfver södra delen af Sverige och Norrige eller det så kallade Skandinavien på hans Maj:t Konungens Allernådigaste befallning. Den utgavs med kommentarer på både svenska och franska och skickades till utländska hov som en gåva. För detta arbete blev af Forsell gjord officer av Hederslegionen. Han utnämndes till överdirektör för generallantmäterikontoret 1824.
Det geografiska arbetet med kartering ledde också in Carl af Forsells intresse på att samla in och systematisera faktauppgifter om nationen. År 1831 gav han ut Statistik öfver Sverige, som var den första samlade statistiska sammanställningen av sitt slag.

## Samhällsengagemang

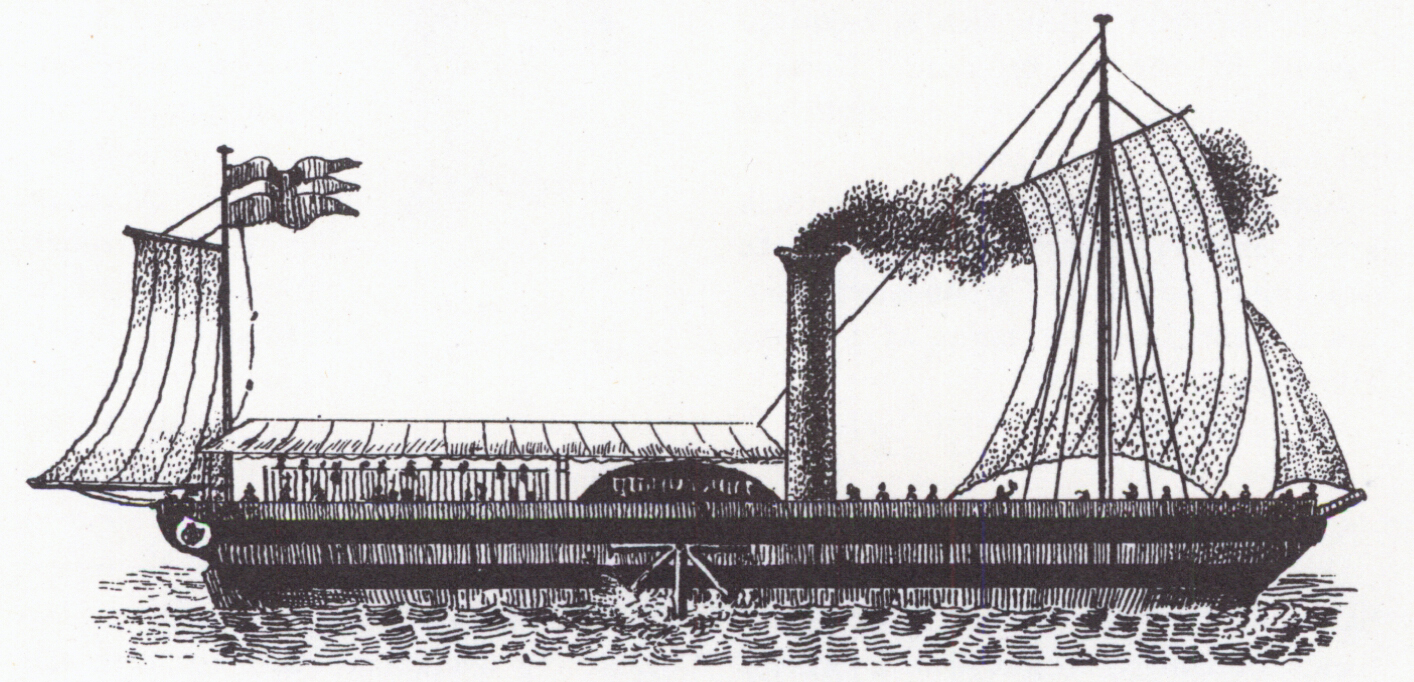
Ångbåten Yngve Frey byggdes på initiativ av af Forsells ångbåtsaktiebolag och trafikerade rutten Stockholm - Strängnäs - Västerås - Arboga mellan 1821 och 1851

Carl af Forsell engagerade sig i samhället på ett flertal områden. Han var en pionjär för användning av ångkraft i Sverige. Tillsammans med sin bror Jacob Forsell grundade han på 1820-talet ett partsrederi för ångfartygstrafik på Mälaren mellan Stockholm och Arboga. Bolaget, det första ångbåtsbolaget i Sverige, lät bygga den ekonomiskt framgångsrika hjulångaren Yngve Frey, som var försedd med en ångmaskin av Samuel Owens fabrikat. Detta var Sveriges tredje passagerarångbåt och konkurrerade på Mälaren med Owens egna fartyg.
Karl XIV Johan beslöt 1825 att bygga en kanal mellan Djurgårdsbrunnsviken och Lilla Sjötullen på Djurgården i Stockholm och gav i uppdrag åt af Forsell att genomföra detta projekt. Djurgårdsbrunnskanalen blev färdig 1834. Som tack för sitt arbete fick af Forsell i 50 år nyttja området Rosenhill åt sig och sin familj.
På samma sätt som för ångfartyg propagerade han för ångkraft på räls. Han studerade järnvägar på en resa till England 1834 och redovisade sina intryck i en bok. Han anses vara den sannolikt förste svensk som färdats på ett tåg. Det kom dock att dröja ytterligare två decennier innan järnvägar började byggas i Sverige.
På samma sätt väckte han tanken på inrättandet av allehanda nya institutioner. Han var initiativtagare till inrättandet av Stockholms stads sparbank, av Sveriges första populärvetenskapliga tidskrift Läsning för folket, småbarnskolor, nykterhetsföreningar och bildningsföreningen Sällskapet för nyttiga kunskapers spridande. Den metodik han använde, i en tid med en svag och samtidigt konservativ statsmakt, var att först genom ströskrifter eller uppsatser i tidningarna fästa allmänhetens uppmärksamhet på frågorna, och sedan sammankalla möten med intresserade för att organisera stöd och en mekanism för verkställighet. 
Aftonbladet, vid denna tid en av de ledande tidningarna, menade vid mitten av 1830-talet att Carl af Forsell var "den argaste liberal, som Sverige äger" just för hans sätt att med siffror blottlägga samhällets mekanismer och utveckling.
1837 invaldes han som hedersledamot i Royal Geographical Society i London, 1827 i Lantbruksakademien och 1843 i Krigsvetenskapsakademien.
Carl af Forsell gifte sig 1818 med Clementina Magdalena Geijer född i släkten Geijer. De fick dottern Marie-Louise af Forsell, memoarförfattare, dottern Emma Josefina och Jacob Gustaf af Forsell, major och e.o. amanuens vid Kungliga biblioteket, som slöt den adliga ätten af Forsell på svärdssidan. De fick en son ytterligare, John August, vilken gick bort 1839 endast 11 år gammal.
| ”                 | Kärleken till en sak är grundad på kännedomen deraf | „ |
| – Carl af Forsell |                                                     |   |

| ”                      | Förr ansågs en stor population såsom ett Rikes största lycka, såsom Regeringens högsta beröm. Nu frågar man mera efter, huru lever denna population: huru upplyst är hon: hvilka egenskaper äger hon: hurudana äro utsikterna för hennes bestånd, trefnad och förkofran? | „ |
| – Carl af Forsell 1832 | |   |

| ”                                                                              | ".. i ett rikt land med kapitalier och industri skulle sannolikt Gällivare ypperliga och lättbrutna järnmalm icke länge vänta på en bana att med lätthet och vinst kunna forslas till havet". | „ |
| – Carl af Forsell i ’’Anteckningar i anledning af en resa till England…’’ 1835 | |   |

| ”                                                                | Så länge som leran är mjuk, tager den hvad intryck, den formande handen vill tilldela henne: sådant är äfven förhållandet med barnet, som från 2 till 6 år med mera lätthet böjer sig efter hvarje uppmaning till det goda än det gör när det hunnit till en högre ålder. | „ |
| – Carl af Forsell i Utkast till handbok för småbarn-skolor, 1841 | |   |

## Utmärkelser[7]
- För tapperhet i fält - i guld 1813
- Preussiska Pour le Mérite - 1813
- Riddare av Svärdsorden - 9 maj 1814
- Officer i franska Hederslegionen - 1827[4]
- Kommendör av Vasaorden - 6 februari 1843

## Skrifter av Carl af Forsell
- Carl af Forsell och Jacob Forsell: Plan till en på Actier grundad transport-inrättning mllan Stockholm och Göteborg, 1820
- Carl G. af Forsell: Beskrifning öfver Bromma Socken År 1825 (Med "tillägg", 1843), Stockholm, 1829. Tryckt hos Direct. Henr. A. Nordström.
- Karta öfver södra delen af Sverige och Norrige eller det så kallade Skandinavien på hans Maj:t Konungens Allernådigaste befallning. Stockholm 1815-1826.[4]
- Några underrättelser hörande till kartan öfver södra Sverige och Norrige eller Skandinavien i 8:ta blad. Stockholm 1825. En bilaga till ovanstående karta.[8]
- Beskrifning över Halmstads län eller Halland. 1826[9]
- Carl af Forsell:  Statistik öfver Sverige : grundad på offentliga handlingar . 2. uppl., tillökt och förbättrad, Stockholm, 1833. Utgiven i faksimil av Rediviva 1978, ISBN 91-7120-103-3
- Carl af Forsell: Anteckningar i anledning af en resa till England i slutet af somaren år 1834. Johan Hörberg, Stockholm 1835
- Carl af Forsell: Om småbarn-skolor, Stockholm 1837
- Carl af Forsell: Utkast till handbok för småbarn-skolor, Stockholm 1841
- Carl Gustaf af Forsell: Underrättelse om de i America nyligen stiftade Temperance-societies, jemte förslag till dylikas...inrättande i fäderneslandet. År?